# Norrsjön, Maren och Knuvskogen
Norrsjön, Maren och Knuvskogen är en av SCB avgränsad och namnsatt småort i Norrtälje kommun, Stockholms län. Den omfattar bebyggelse i Långaröören, Norrsjön, Maren och Knuvskogen belägna i Rådmansö socken